# 岡野成式
岡野 成式（おかの しげのり、生年不詳 - 文政12年5月13日（1829年6月14日））は、江戸時代中期の旗本。岡野平兵衛家7代目当主。通称は善十郎、采女、靭負。岡野成路の三男。兄に成信、成韶がいる。
兄・成韶の養子に迎えられる。
文政12年（1829年）5月13日死去。墓所は大林寺、戒名は玉琳院殿＊論道徹大居士（「＊」は「王偏に山・田・北」。）。